# Martin Brest
Martin Brest (Bronx, Nova York, Estats Units, 8 d'agost de 1951) és un realitzador, guionista, productor, actor i muntador estatunidenc.

## Biografia
Nascut al Bronx, Martin Brest segueix estudis de matemàtiques a la Stuyvesant High School, a continuació entra a l'Escola de Cinema de Nova York, on debuta realitzant el curtmetratge Hot Dogs for Gauguin, interpretat per Danny DeVito.
Admès com becari al American Film Institute, hi roda el 1977 el seu primer llargmetratge Hot Tomorrows, que li suposa  un contracte amb la Warner Bros. Dos anys més tard, escriu i realitza la comèdia policíaca Going in Style (encara inèdita), amb George Burns, Art Carney i Lee Strasberg.
El 1984, és l'explosió, ja que Don Simpson i Jerry Bruckheimer li confien la realització del Beverly Hills Cop, que farà d'Eddie Murphy una superstar mundial. Després d'aquest èxit internacional, Martin Brest dirigeix Robert De Niro i Charles Grodin a Midnight Run. El 1992, el realitzador es dedica al remake de Perfum de dona (Profumo di dona) de Dino Risi, reemplaçant Vittorio Gassman per Al Pacino. Produït i realitzat per ell, Scent of a Woman serà nominat als Oscars, i aconsegueix el del millor actor per Al Pacino, qui s'endurà igualment el Globus d'Or immediatament després. Nou remake: Martin Brest adapta molt lliurement Death Takes a Holiday, realitzat per Mitchell Leisen el 1934, per rodar Meeting Joe Black. Per aquesta ocasió, Martin Brest acumula una altra vegada els papers de productor i de director.
El seu últim film Gigli, amb Jennifer Lopez, Ben Affleck i Al Pacino, va ser un fracàs de critica i comercial, recollint set premis i tres nominacions als premis Razzie.

## Filmografia
Les seves pel·lícules més destacades són:

### com a director
- 1972: Hot Dogs for Gauguin (curt)
- 1977: Hot Tomorrows
- 1979: Going in Style
- 1984: Beverly Hills Cop
- 1988: Midnight Run
- 1992: Scent of a Woman
- 1998: Meet Joe Black
- 2003: Una relació perillosa (Gigli)

### com a productor
- 1977: Hot Tomorrows
- 1988: Midnigth Run
- 1992: Scent of a Woman
- 1993: Jossh and SAM
- 1998: Meet Joe Black
- 2003: Gigli

### com a actor
- 1972: Hot Dogs for Gauguin : l'home sobre el transbordador (curt)
- 1982: Fast Times at Ridgemont High: Dr. Miller
- 1984: Beverly Hills Cop: l'empleat de l'hotel de Beverly Palms
- 1985: Spies Like Us: l'agent de seguretat del Drive-In
- 1988: Midnight Run: el venedor de bitllets d'avió

### com a guionista
- 1972:  Hot Dogs for Gauguin (curt)
- 1977: Hot Tomorrows
- 1979: Going in Style
- 2003: Gigli

### com a montador
- 1972: Hot Dogs for Gauguin (curt)
- 1977: Hot Tomorrows

## Premis i nominacions

### Nominacions
- Oscars del cinema 1993 : Oscar al millor director per Scent of a Woman
- Razzie Awards 2004:
  - Pitjor realitzador per Gigli
  - Pitjor guionista per Gigli